# Nico Vega
Nico Vega — американський інді-рок-гурт, створений у 2005 році в Лос-Анджелесі, Каліфорнія, США. До їх складу входять провідна вокалістка Ейжа Волкман, провідний гітарист Річ Келер і барабанщик Ден Епанд. Гурт випустив два альбоми Nico Vega і Lead to Light.

## Дискографія

### Студійні альбоми
- 2009 — Nico Vega
- 2013 — Lead to Light[6]

### Міні-альбоми
- 2006 — Chooseyourwordspoorly
- 2007 — Cocaine Cooked the Brain
- 2007 — No Child Left Behind
- 2011 — Nico Vega Covers Nico Vega and Rod Stewart
- 2013 — Fury Oh Fury[7]
- 2018 — Wars

### Сингли
- 2009 — «Beast»
- 2012 — «We Are the Art»
- 2013 — Bang Bang (My Baby Shot Me Down)[8]
- 2014 — «I Believe»
- 2015 — Perfect Day
- 2018 — Little Operator